# قرار مجلس الأمن التابع للأمم المتحدة رقم 1014
قرار مجلس الأمن التابع للأمم المتحدة رقم 1014، المتخذ بالإجماع في 15 أيلول / سبتمبر 1995، بعد التذكير بجميع القرارات المتعلقة بالحالة في ليبريا، ولا سيما القرار رقم 1001 (1995)، ناقش المجلس مختلف جوانب الحرب الأهلية ومدد ولاية بعثة مراقبي الأمم المتحدة في ليبيريا حتى 31 يناير 1996.
رحب مجلس الأمن باتفاق أبوجا الموقع في 19 آب / أغسطس 1995 والذي كان مكملا لاتفاقات كوتونو وأكوسومبو السابقتين، ووفرت الأساس لاتخاذ المجلس لمزيد من الإجراءات. كان هناك أيضاً مجلس دولة جديد، ووقف إطلاق النار، وبداية فك الاشتباك بين القوات وجدول زمني لتنفيذ مختلف جوانب الاتفاق. ولوحظ أنه بعد التوقيع على اتفاق أبوجا، ستكون هناك حاجة أيضا لقوات إضافية من فريق الرصد التابع للجماعة الاقتصادية لدول غرب أفريقيا والمزيد من المعدات والدعم اللوجستي لضمان انتشارها في جميع أنحاء البلد.
ومدد ولاية بعثة مراقبي الأمم المتحدة في ليبريا حتى 31 كانون الثاني / يناير 1996، ورحب باعتزام الأمين العام بطرس بطرس غالي نشر 42 مراقباً عسكرياً إضافياً، مؤكداً أن أي زيادة أخرى ستتوقف على التقدم المحرز على أرض الواقع. وفي الوقت نفسه، تم الترحيب باعتزام بطرس غالي تقديم توصيات بشأن تحسين التعاون بين بعثة مراقبي الأمم المتحدة في ليبريا وفريق المراقبين العسكريين التابع للجماعة الاقتصادية لدول غرب أفريقيا وتنفيذ تفويضها. وقد طُلب من الدول الأعضاء تقديم أموال إضافية لعملية السلام وتقديم دعم إضافي لفريق المراقبين العسكريين التابع للجماعة الاقتصادية لدول غرب أفريقيا.
وبعد ذلك طُلب من الأمين العام، بالاشتراك مع رئيس الجماعة الاقتصادية لدول غرب أفريقيا، عقد مؤتمر من شأنه أن يجمع الموارد التي يحتاجها فريق المراقبين العسكريين التابع للجماعة الاقتصادية لدول غرب أفريقيا ولعملية السلام الشاملة في ليبريا. تم حث جميع المجموعات في البلد على احترام وضع بعثة مراقبي الأمم المتحدة في ليبريا وفريق المراقبين العسكريين ووكالات المساعدة الإنسانية، بينما تم حث جميع البلدان على مراعاة حظر الأسلحة المفروض على ليبيريا في القرار 788 (1992) وإبراز انتهاكاته أمام اللجنة المنشأة بموجب القرار 985 (1995). وعلاوة على ذلك، طُلب من الأطراف الليبرية احترام القانون الإنساني الدولي، وحث منظمة الوحدة الأفريقية على مواصلة جهودها في البلد.

## روابط خارجية
- نص القرار في undocs.org